# Nord-Sud
Nord-Sud és un quadre pintat per Joan Miró a Barcelona entre 1916 i 1917 durant la Primera Guerra Mundial. Es correspon amb el final del període conegut com a "fauvisme català", que va de 1910 a 1917.
Miró va ser influenciat per l'impacte del color vermellós de París i de la disciplina cubista. Aquests dos moviments, considerats durant molt de temps com l'antítesi, no són incompatibles per al català, que opera en una mena de fusió de molts de les seves natures mortes.

## Història
El títol de l'obra ve donat pel nom d'una revista francesa en la que en el seu primer número de l'any 1917 Pierre Reverdy escrivia sobre l'art del cubisme. En aquest quadre Miró mescla els traços de Cézanne amb la inclusió de rètols o escrits dins la pintura, com a les obres cubistes de Juan Gris o Pablo Picasso, presentat en el centre d'una taula rodona:Nord-South. La revista Nord-Sud, en general, es llegeix a Barcelona, on alguns catalans es fixen en l'esquerra francesa, compromesa en la lluita contra la guerra. Deu mil voluntaris catalans es van unir al bàndol dels aliats. Els intel·lectuals van llegir amb atenció Les soirées de Paris, on van descobrir a Guillaume Apollinaire i Blaise Cendrars. També a Catalunya en aquest moment es van refugiar Albert Gleizes, Robert i Sonia Delaunay, i Francis Picabia, entre d'altres.
Joan Miró va llegir atentament la revista, que ja criticava el cubisme. L'artista tracta d'escapar de les influències de Paul Cézanne i Vincent Van Gogh, que pesen sobre el fauvisme català. Aquesta obra n'és un exemple.

### Influència de Pierre Reverdy
Les definicions de Pierre Reverdy van animar-lo a trobar un camí intermedi entre el cubisme, el fauvisme i diverses tendències pictòriques emergents. Segons el mateix Reverdy, «Una imatge no és forta perquè sigui brutal o fantàstica, sinó per l'associació d'idees que provoca (…) No creem les imatges mitjançant la comparació de dues realitats desproporcionada, sinó amb una imatge forta, nova en la ment, que reuneix a dues realitats distants»

## Descripció
Al centre de l'obra hi ha una rodona en vermell taronja. A la seva esquerra, una gerra decorada amb tons blaus sota els quals hi ha una sèrie de cercles concèntrics de diferents colors que recorden als discs solars d'algunes obres primerenques de Robert i Sonia Delaunay, presents en aquest moment a Catalunya. També es poden veure una pera, un peix de colors a ratlles, un parell de tisores i un llibre de Goethe, fet que suggereix una imparcialitat entre la cultura francesa i alemanya, fins i tot enmig de la Primera Guerra Mundial, tot i que el títol no es pot llegir. D'altres historiadors ho interpreten com un testimoni de la presència de la cultura alemanya en l'àmbit intel·lectual català. Una gàbia d'ocells a la dreta es descriu en les línies de color negre. L'obra mostra clarament l'interès de l'artista en el modernisme europeu, en contrast amb el provincianisme de la cultura catalana.
La influència fauve es revela en les pinzellades gruixudes i en l'esclat del color. D'altra banda, la influència de Paul Cézanne també és evident en alguns objectes emprats per crear la natura morta, i la inclusió de lletres a la pintura és una influència del treball cubista de Picasso, Braque o Gris.
La pintura va ser probablement realitzada al taller compartit amb Miró i Enric Cristòfor Ricart a Barcelona. Actualment forma part de la col·lecció privada de Paule i Adrien Maeght, a París.

## Exposicions
El quadre es pot veure a Barcelona a la Fundació Joan Miró, a l'exposició «Joan Miró. L'escala de l'evasió»

## Curiositats
- A l'obra apareix una mena de moneder fet per reclusos de la Presó Model, que Miró va comprar durant les seves guàrdies al centre, mentre feia el servei militar.[7][8]